# Knooppunt Oudenrijn
Knooppunt Oudenrijn, waar de autosnelwegen A2 en A12 elkaar kruisen, is het oudste verkeersknooppunt van Nederland. Het ligt in de gemeente Utrecht, ongeveer vijf kilometer ten zuidwesten van de Utrechtse binnenstad. Het verkeersknooppunt heeft zijn naam te danken aan de voormalige gemeente Oudenrijn. In 1954 vond een gemeentelijke herindeling plaats, waarbij de oostgrens van Oudenrijn naar het westen opschoof tot aan de autosnelweg A2 en tot de gemeente Utrecht ging behoren. Het overblijvende deel van Oudenrijn werd te klein geacht voor een zelfstandig voortbestaan en ging op in de nieuw gevormde gemeente Vleuten-De Meern. Sinds 1 januari 2001 is Oudenrijn een buurt binnen de Utrechtse wijken Vleuten-De Meern en Leidsche Rijn.
In 1939 werd het knooppunt geopend als tweestrooks rotonde. Na de Tweede Wereldoorlog werden er twee benzinestations gebouwd. De wegen werden drukker en de eerste file van Nederland ontstond 29 mei 1955 op dit knooppunt. Als noodoplossing werden verkeerslichten geplaatst en deze zorgden voor een goede doorstroming van het verkeer. In 1967 werd het knooppunt omgebouwd tot een volwaardig klaverbladknooppunt. Op 13 november 1968 was het omgebouwde knooppunt gereed, zodat de files rond het knooppunt werden opgelost. In 1996 werd na jaren van reconstructiewerkzaamheden de klaverturbine geopend.
Een bijzonderheid aan dit knooppunt zijn de gevlochten toe- en afritten aan de noord- en oostzijde.

## Richtingen knooppunt
| Aansluitende wegen                               | Aansluitende wegen                            | Aansluitende wegen                                 | Aansluitende wegen | Aansluitende wegen |
| ------------------------------------------------ | --------------------------------------------- | -------------------------------------------------- | ------------------ | ------------------ |
|                                                  |                                               | richting Breukelen / Abcoude / Amsterdam           |                    |                    |
|                                                  |                                               |                                                    |                    |                    |
| richting Woerden / Gouda / Zoetermeer / Den Haag | richting Veenendaal / Ede / Arnhem / Zevenaar |                                                    |                    |                    |
|                                                  |                                               |                                                    |                    |                    |
|                                                  |                                               | richting 's-Hertogenbosch / Eindhoven / Maastricht |                    |                    |

De afrit Utrecht-Centrum van de A2 is vanuit zuidelijke richting in het knooppunt geïntegreerd.

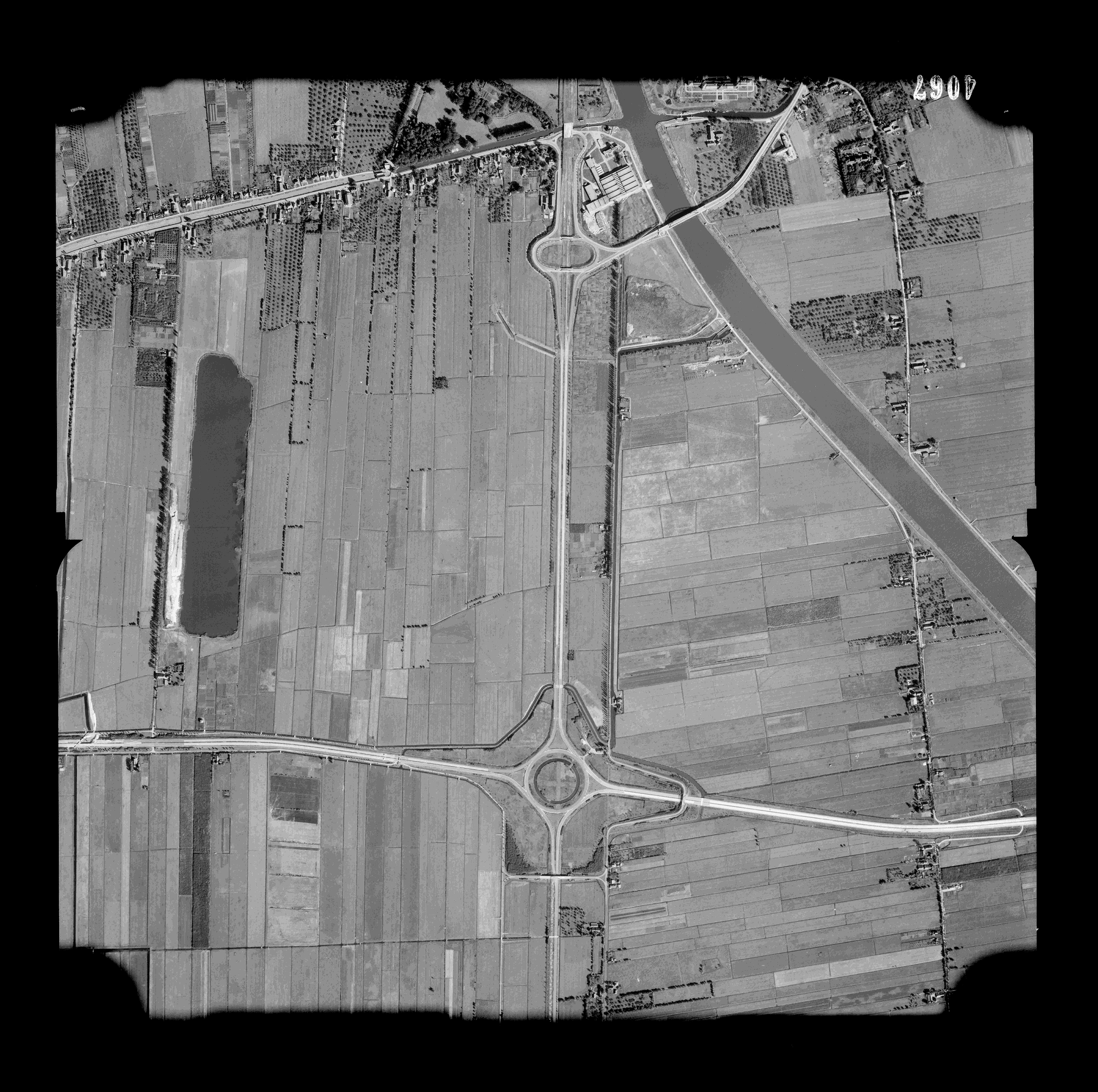
Knooppunt Oudenrijn - luchtfoto,1944